# Francolí de Schlegel
El francolí de Schlegel (Campocolinus schlegelii) és una espècie d'ocell de la família dels fasiànids (Phasianidae) que habita boscos i sabanes de l'est de Camerun, nord de la República Centreafricana i sud-oest del Sudan.

## Taxonomia
Aquesta espècie, antany inclosa al gènere Francolinus, i més tard a Peliperdix, ha estat ubicada al recentment descrit gènere Campocolinus arran diversos estudis filogenètics recents.